# Bergeria
Bergeria là một chi bướm đêm trong họ Erebidae.

## Các loài
- Bergeria bourgognei Kiriakoff, 1952
- Bergeria haematochrysa Kiriakoff, 1952
- Bergeria octava Kiriakoff, 1961
- Bergeria ornata Kiriakoff, 1959
- Bergeria schoutedeni Kiriakoff, 1952
- Bergeria tamsi Kiriakoff, 1952